# Grote drietand
Het Grote drietand (Acronicta cuspis) is een nachtvlinder uit de familie Noctuidae, de uilen. De voorvleugellengte bedraagt tussen de 18 en 21 millimeter. De imago lijkt sterk op de drietand en psi-uil, maar is iets groter en heeft een wat grovere tekening. De soort komt voor in heel Europa en overwintert als pop.

## Waardplanten
De grote drietand heeft als waardplant de els, en andere loofbomen.

## Voorkomen in Nederland en België
De grote drietand is in Nederland en België een zeldzame soort, die verspreid over het hele gebied kan worden gezien. In Nederland zijn slechts enkele waarnemingen bekend, in België is hij vooral uit het zuiden bekend. De vlinder kent twee generaties die vliegen van begin mei tot halverwege augustus.